# Ignacio Prieto
Ignacio Prieto Urrejola (Santiago, Chile, 23 de septiembre de 1943) es un exfutbolista chileno y exdirector deportivo del fútbol femenino de Chile Es considerado uno de los más grandes volante mixto de la historia del fútbol chileno. En el año 2004 fue Vicepresidente de la Unión Latinoamericana de Entrenadores de Fútbol (ULEF) y en diciembre de 2005 fue escogido por sus pares para encabezar como presidente al Colegio de Técnicos de Chile, período que finalizó en el año 2007.

## Trayectoria

### Primeros años de vida
Era el menor de los cinco hijos, de Fernando Prieto Concha y de María Urrejola Rozas, entre sus hermanos se cuenta al también exfutbolista y entrenador Andrés Prieto Urrejola. Nieto del político Joaquín Prieto Hurtado, por lo tanto, tataranieto del expresidente de la República de Chile José Joaquín Prieto Vial.

### Como futbolista
Formado en las divisiones menores de Universidad Católica y es ídolo del club cruzado, donde logró coronarse campeón chileno en 1966, año en que también participó de la Copa Mundial de Fútbol de 1966. Sin embargo, sería en Nacional de Uruguay donde obtuvo sus mayores logros como futbolista: la Copa Libertadores 1971 y la Copa Intercontinental del mismo año.
Su excelente trabajo en Uruguay lo llevaron a fichar en el Lille de Francia donde la temporada 74/75 fue elegido como el mejor jugador de la toda liga, por la prensa francesa especializada. Posteriormente jugó en el Laval también del país galo y volvió a su país. Disputó un total  456 partidos en la UC anotando 24 goles.

### Como entrenador
Como técnico regresó a sus raíces cosechando varios títulos de liga y de copa en la década de los ochenta con Universidad Católica, siendo, junto a Mario Salas, los únicos entrenadores que han ganado dos títulos de liga con el equipo franjeado en la historia. Luego de una incursión en México volvió a Chile para conseguir el subcampeonato de Copa Libertadores 1993 dirigiendo otra vez a la Católica, equipo que marcó su trayectoria profesional en Chile. Sin embargo, a fines de la temporada 1993, luego de no lograr clasificar a la Liguilla Pre-Libertadores, fue cesado de su puesto.
En 1994 firmó como entrenador de Colo-Colo, tras la renuncia de Vicente Cantatore. Con el cuadro albo se coronó campeón de la Copa Chile 1994.

## Selección nacional
Por la selección chilena debutó el 15 de abril de 1965, jugando 29 partidos y marcando 3 goles. Además formó parte del combinado nacional en el Mundial de Inglaterra 66'.

### Participaciones en Copas del Mundo
| Mundial                        | Sede       | Resultado    |
| ------------------------------ | ---------- | ------------ |
| Copa Mundial de Fútbol de 1966 | Inglaterra | Primera fase |

## Clubes

### Como futbolista
| Club                 | País    | Año       |
| -------------------- | ------- | --------- |
| Universidad Católica | Chile   | 1962-1967 |
| Nacional             | Uruguay | 1968-1971 |
| Lille                | Francia | 1971-1976 |
| Stade Laval          | Francia | 1976-1977 |
| Universidad Católica | Chile   | 1977-1979 |

### Como entrenador
| Club                 | País   | Año       |
| -------------------- | ------ | --------- |
| Universidad Católica | Chile  | 1983−1990 |
| Cruz Azul            | México | 1990−1992 |
| Universidad Católica | Chile  | 1992−1993 |
| Colo-Colo            | Chile  | 1994      |

## Palmarés

### Como futbolista

#### Campeonatos nacionales
| Título                    | Club                 | País    | Año  |
| ------------------------- | -------------------- | ------- | ---- |
| Primera División de Chile | Universidad Católica | Chile   | 1966 |
| Campeonato Uruguayo       | Nacional             | Uruguay | 1969 |
| Campeonato Uruguayo       | Nacional             | Uruguay | 1970 |
| Campeonato Uruguayo       | Nacional             | Uruguay | 1971 |
| Ligue 2                   | Lille                | Francia | 1974 |

#### Copas internacionales
| Título                | Club     | País    | Año  |
| --------------------- | -------- | ------- | ---- |
| Copa Libertadores     | Nacional | Uruguay | 1971 |
| Copa Intercontinental | Nacional | Uruguay | 1971 |

### Como entrenador

#### Torneos nacionales
| Título                    | Club                 | País  | Año  |
| ------------------------- | -------------------- | ----- | ---- |
| Copa Chile                | Universidad Católica | Chile | 1983 |
| Copa República            | Universidad Católica | Chile | 1983 |
| Primera División de Chile | Universidad Católica | Chile | 1984 |
| Primera División de Chile | Universidad Católica | Chile | 1987 |
| Copa Chile                | Colo-Colo            | Chile | 1994 |

### Distinciones individuales
| Revista France Football                                                      | Nombre del Premio | Año de premiación |
| ---------------------------------------------------------------------------- | ----------------- | ----------------- |
| Premio por puntos como el mejor jugador de la temporada en la liga francesa. | Estrella de Oro   | 1974-1975         |

| Predecesor: Eddio Inostroza (interino) | Director técnico de Colo-Colo 1994 | Sucesor: Gustavo Benítez |